# Grete Meisel-Hess
Grete Meisel-Hess, född Margarethe Meisel 18 april 1879 i Prag, död 8 april 1922 i Berlin, var en österrikisk författare och feminist.
Meisel-Hess var till en början verksam i Wien, där hon utvecklade en utopisk-feministisk teori som var inspirerad dels av kvinnorörelsen och socialismen, dels av Sigmund Freud och Friedrich Nietzsche. I hennes tänkande hade sexualiteten stor betydelse och hennes mest kända arbete, Die sexuelle Krise (1909), översattes till engelska. Hon var från 1908 verksam i Berlin och en ledare inom Bund für Mutterschutz und Sexualreform.

## Biografi
Grete Meisel-Hess familj tillhörde den tyskspråkiga, judiska övre medelklassen i Prag. Hon var det enda barnet. Familjen flyttade till Wien i början av 1890-talet och Grete Meisel-Hess studerade filosofi, sociologi och biologi vid Wiens universitet. Hon kunde inte ta examen, då kvinnor inte tilläts göra det. Runt 1900 gifte hon sig med en man vid namn Hess, men de skilde sig senare.
Meisel-Hess var engagerad i kvinnorörelsen. Hon höll bland annat föreläsningar och publicerades i dagspress och tidningar.
Meisel-Hess skrev ett flertal romaner och noveller. Hennes första roman, Fanny Roth, utkom 1902.
När Otto Weiningers Geslecht und Charakter (svenska: Kön och karaktär) utkom 1903, var Grete Meisel-Hess den enda kvinnan som gick till motangrepp med den egna motskriften Weiberhass und Weiberverachtung (svenska: Kvinnohat och kvinnoförakt), som utkom 1904. Weiberhass und Weiberverachtung översattes till ryska 1909.
Meisel-Hess flyttade 1908 till Berlin, där hon sedan bodde resten av sitt liv. Här skrev hon den första delen av Die sexuelle Krise (svenska: Den sexuella krisen), en trilogi om sexualitet. Andra delen, Das Wesen der Geschlechlichkeit (svenska: Sexualitetens kärna) utkom 1916. Tredje delen, Die Bedeutung der Monogamie (svenska: Betydelsen av monogami) utkom 1917. Det var i dessa böcker där Meisel-Hess formulerade sin utopisk-feministiska teori om kvinnlig frigörelse. I Berlin gifte Meisel-Hess sig 1909 med arkitekten Oskar Gellert. De skilde sig senare.
Som medlem i Bund für Mutterschutz und Sexualreform var hon en av deras mest aktiva föredragshållare och skribenter. Hon var även verksam i tidskriften Die Aktion.